# Галеоне, Джованни
Джованни Галеоне (итал. Giovanni Galeone; 25 января 1941, Неаполь, Италия) — итальянский футбольный тренер.

## Карьера
Будучи футболистом, Галеоне выступал за различные команды низших лиг, пока в 25 лет не перешёл в «Удинезе». За «маленьких зебр» игрок сыграл за восемь лет более 150 матчей.
Став тренером, Галеоне трудился в системе «Удинезе», а также с рядом других клубов. Первых серьёзных успехов специалист добился с «Пескарой», с которой он в 1987 году выигрывал Серию B, а затем удерживал её в элите. При нём команда применяла «зональный прессинг». Именно в «Пескаре» наставник сумел раскрыть талант Массимилиано Аллегри. Позднее, став тренером, Аллегри считал Галеоне своим духовным учителем. По слухам, в 2011 году именно Джованни посоветовал главному тренеру «Милана» убрать из команды Андреа Пирло. Учениками Галеоне считают себя Джан Пьеро Гасперини, который при нём был капитаном «Пескары», и Марко Джампаоло.
Впоследствии Джованни Галеоне с разной степенью успеха руководил «Удинезе», «Наполи» и «Перуджей». В 2004 году он возобновил тренерскую карьеру в терпящей бедствие в Серии А «Анконе». Однако спасти клуб от позора ему не удалось — набрав всего 13 очков за сезон, команда установила антирекорд лиги по числу набранных баллов.
Последним коллективом в карьере Галеоне стал «Удинезе», который он самостоятельно возглавил во второй раз. Однако поработать долго в нём ему не удалось — в январе 2007 года тренер был отправлен в отставку.

## Достижения
- Чемпион Серии B: 1986/87